# Comuna Öckerö
Öckerö (Öckerö kommun) este o comună din comitatul Västra Götalands län, Suedia, cu o populație de 12.574 locuitori (2013).

## Geografie

### Zone urbane
Lista celor mai mari zone urbane din comună (anul 2015) conform Biroului Central de Statistică al Suediei:
| Nr | Zona urbană   | Pop.  |
| -- | ------------- | ----- |
| 1  | Hönö          | 5.293 |
| 2  | Öckerö        | 3.568 |
| 3  | Björkö        | 1.495 |
| 4  | Fotö          | 630   |
| 5  | Hälsö         | 586   |
| 6  | Källö-Knippla | 331   |
| 7  | Rörö          | 262   |
| 8  | Kalvsund      | 208   |

## Demografie
| \| Evoluția demografică în comuna Öckerö, 1970–2015 \| Evoluția demografică în comuna Öckerö, 1970–2015 \| Evoluția demografică în comuna Öckerö, 1970–2015 \| Evoluția demografică în comuna Öckerö, 1970–2015 \| Evoluția demografică în comuna Öckerö, 1970–2015 \| \| ----------------------------------------------------------------------------------------------------- \| ------------------------------------------------ \| ------------------------------------------------ \| ------------------------------------------------ \| ------------------------------------------------ \| \| An \| \| \| Locuitori \| \| \| 1970 \| 1970 \| \| 8478 \| 8478 \| \| 1975 \| 1975 \| \| 9219 \| 9219 \| \| 1980 \| 1980 \| \| 9842 \| 9842 \| \| 1985 \| 1985 \| \| 10260 \| 10260 \| \| 1990 \| 1990 \| \| 11008 \| 11008 \| \| 1995 \| 1995 \| \| 11590 \| 11590 \| \| 2000 \| 2000 \| \| 11827 \| 11827 \| \| 2005 \| 2005 \| \| 12231 \| 12231 \| \| 2010 \| 2010 \| \| 12449 \| 12449 \| \| 2015 \| 2015 \| \| 12682 \| 12682 \| \| Sursa: SCB - Statistika Centralbyrån, Folkmängd efter region, civilstånd, ålder och kön. År 1968–2016 \| \| \| \| \| |      |  |           |       |
| Evoluția demografică în comuna Öckerö, 1970–2015 |      |  |           |       |
| An |      |  | Locuitori |       |
| 1970 | 1970 |  | 8478      | 8478  |
| 1975 | 1975 |  | 9219      | 9219  |
| 1980 | 1980 |  | 9842      | 9842  |
| 1985 | 1985 |  | 10260     | 10260 |
| 1990 | 1990 |  | 11008     | 11008 |
| 1995 | 1995 |  | 11590     | 11590 |
| 2000 | 2000 |  | 11827     | 11827 |
| 2005 | 2005 |  | 12231     | 12231 |
| 2010 | 2010 |  | 12449     | 12449 |
| 2015 | 2015 |  | 12682     | 12682 |
| Sursa: SCB - Statistika Centralbyrån, Folkmängd efter region, civilstånd, ålder och kön. År 1968–2016 |      |  |           |       |